# Isla Umbú
Isla Umbú es una pujante localidad del Paraguay, localizada en el Departamento de Ñeembucú, a 12 km de Pilar. Es conocida como la "Cuenca Lechera del Ñeembucú". 
De acuerdo al censo paraguayo de 2022 el distrito de Isla Umbú cuenta con 2 166 habitantes, distribuidos en el casco urbano y sus siete compañías.
Los pobladores consideran el 8 de agosto de 1860 como fecha de reorganización del pueblo.
Las calles de la ciudad, presentan un empastado natural, lo que le da un aspecto sereno con escaso tránsito vehicular. Son las motos, caballos y carretas los medios de locomoción más comunes que circulan por los caminos de tierra. 
A un costado de la iglesia se encuentra el bloque de edificios que en los tiempos fundacionales era el Cabildo y luego, cuartel del Ejército en campaña. En su construcción fueron empleadas maderas y tacuaras entrelazadas con cuerdas de cuero (estaqueo) y barro. Pocos años atrás, el caserón fue restaurado y destinado al Museo Histórico Cnel. Pedro Hermosa, en homenaje a un excombatiente de la Guerra del 70. 
La historia cuenta que "Luego de finalizada la Guerra de la Triple Alianza, el coronel Hermosa volvió a esta zona y se casó con Juanita Pesoa, la amante del Mariscal López”

## Toponimia
El nombre proviene del ombú, planta que habitaba en gran cantidad la zona. La denominación de Isla surge por ser un lugar rodeado de esteros.

## Historia
En un documento del año 1785 consigna que el gobernador Pedro de Melo de Portugal ordenó al señor Juan de Mena organizar la población del espacio territorial que abarca desde la Villa del Pilar hasta Curupayty para evitar la entrada de los indios infieles.
“Se acordaba dar a cada familia que viniera tierra gratis, animales; cierta cantidad de caballos, vacas y unos años de gracia en el pago del diezmo. En esa época se decía Paraje Isla Umbú y en un lugar no muy lejano ya se tenía un oratorio que se llamaba capilla del Señor. Se presume que el Cristo Crucificado que ahora está ubicado arriba del altar era el primer santo patrono de Isla Umbú”, detalla.
Entre un conjuntos de casas antiguas se encuentra el mayor tesoro de Isla Umbú. Es la iglesia original que se empezó a levantar dos años después de la fundación, fechada en 1860. La obra de estilo colonial mantiene las características arquitectónicas del siglo XIX: gruesas paredes de adobe y techo que mezcla karanda’y, tacuarillas y tejas. Sus pisos son de ladrillo y tiene un altillo que sirve para el coro. Una gran cruz de madera maciza de los tiempos iniciales ambienta la entrada al recinto sacro, que guarda en su interior aires solemnes. En el centro del sencillo altar mayor de madera, se sienta San Atanasio. Dicen las voces populares que el santo guerrero fue nombrado patrón de Isla Umbú a raíz de un pedido de ayuda hecho por el Mariscal Francisco Solano López durante la Guerra de la Triple Alianza (1865-1870). 
El 2 de mayo de 1866, antes de la batalla de Estero Bellaco, el Mariscal López hizo una promesa a San Atanasio, que si ganaba el enfrentamiento, lo iba a designar santo patrono de la primera iglesia terminada en el Paraguay después de ese acontecimiento bélico. Y como fue ésta (la de Isla Umbú), se le puso en agradecimiento por el triunfo.
En lo alto del retablo, que también ubica la talla de un Cristo Crucificado, fue grabado el escudo nacional paraguayo: la estrella entre la palma y el olivo.

## Economía
La principal fuente de ingreso de sus pobladores es el tambo con una producción diaria aproximada de 3.000 litros, comercializados en la ciudad de Pilar. La cría de ganados y las labores agrícolas son otras actividades principales a las que se dedican. Plantan maíz, algodón y verduras. También forman parte de los rubros económicos la apicultura y en los últimos tiempos, la artesanía con tejidos en hilo de algodón y lana.

## Cultura

### Patrimonio
- La Iglesia: en 1970, se hicieron los primeros trabajos de restauración de la iglesia. Se sustituyeron los horcones que se encontraban muy deteriorados por efecto del tiempo y las termitas. También, una parte del techo, especialmente sobre el altar. A partir de entonces, los edificios antiguos fueron declarados patrimonio histórico y cultural de la nación. La comunidad, volvió a colocar el campanario en su lugar primitivo y rehacerlo con la madera, como era el original. La comunidad tiene una participación activa en la preservación del patrimonio histórico y turístico de esta ciudad.

- El Museo Histórico de Isla Umbú: se volvió a restaurar y se rehabilitó en 2003. Un grupo de pobladores, se dedicó a buscar objetos y reliquias para el acervo. Han hecho una campaña de concientización a través del programa radial que la Municipalidad tiene una vez por semana en una emisora de Pilar, para que la gente que tuviera algunas cosas relacionadas con la historia done o preste a la Comuna para que se pueda exponer en el museo”. La gente respondió favorablemente. Muchas personas acercaron sus pertenencias familiares para armar las colecciones. Se hizo un trabajo minucioso de recorrer casa por casa todo el distrito y así pudimos recolectar los bienes que hoy se tienen en exhibición.

En los salones del museo se pueden apreciar desde un tronco de tajy ahuecado a mano, que era usado por algunas familias de la zona como recipiente de agua y otras veces para guardar semillas de consumo, hasta las casullas que vestían los sacerdotes de la parroquia. Hay viejos utensilios de mesa, máquinas de coser, lámparas, urnas de votación, baúles, monedas y fotos de excombatientes de la Guerra del Chaco (1932-1935).
En otra sala se ubican los vestigios de la Guerra del 70: restos de armas, fusiles, yataganes, balas de cañón, ruedas de carretas, estribos, encontrados en Tajy y Boquerón, actuales compañías de Isla Umbú. Despierta la curiosidad de los visitantes una cama de hierro, artísticamente trabajada, que perteneció a Juanita Pesoa. Y en la sala, en la que se supone estuvo el Mariscal López cuando ella fue sede de la Intendencia del Ejército, sobresalen los cuadros al óleo firmados por el pintor Bartolomé Martínez. En varios lienzos se ven escenas de las sangrientas batallas; en otra mayor se aprecia a las mujeres entregando sus joyas al Mariscal, y los retratos del héroe paraguayo, Madama Lynch y Pancha Garmendia.
- La Laguna Capilla: ubicado al costado del sector céntrico de Isla Umbú, es un atractivo espacio de distracción. Con un paisaje privilegiado da aguas claras y entorno verde, acapara la atención de los veraneantes durante la temporada.

- Compañía Tajy: vestigios de campos de batalla.

### Educación
Los estudiantes reciben educación en la Escuela Básica N.º 265 San Atanasio, en el Colegio Nacional Contralmirante Ramón E. Martino y en el Centro Educativo de Jóvenes y Adultos.

### Fiesta patronal
Durante las fiestas patronales del 2 de mayo, Isla Umbú se llena de gente. Regresan los lugareños que emigraron en busca de mejores alternativas laborales en Asunción, Ciudad del Este, Pilar o Buenos Aires. Y, últimamente, algunos que se fueron a Madrid (España). Las celebraciones se dan con torín, corridas de sortijas y se instala la romería con la calesita. Hay feria de comidas típicas, banditas y mucha alegría.